# 煨汤

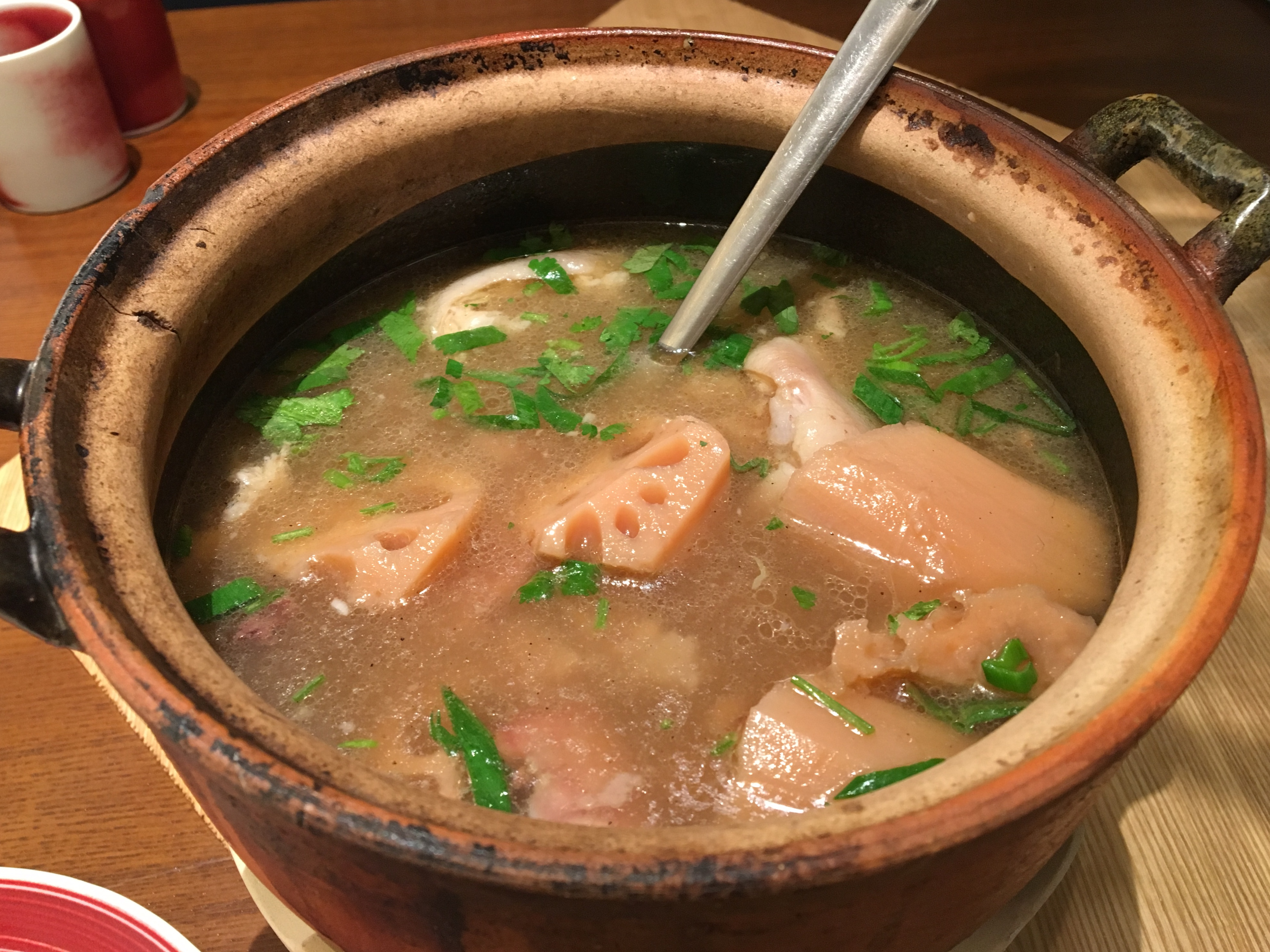
莲藕排骨汤

武汉煨汤以莲藕排骨汤出名，武汉煨汤待客风俗此外还有鸡汤、牛肉汤。后来又增加甲鱼汤、八卦（乌龟）汤、肉鸽汤等品种。
排骨藕汤在老武汉是很隆重的一道汤品。小户人家只有逢年过节，家有贵客才会做。
比较传统煨汤的方法是用武汉人称为吊子的黑色大砂锅放入排骨和莲藕以文火慢炖数个小时。吊子敞口腹大一般放入十数斤的藕和排骨不再话下，之后放水煨到肉骨脱离才算好。选用的莲藕上选是冬日上市的藕节，因为此时的藕节比较肥大，淀粉含量高。这样的藕煨出来的口感才会粉润。其次比较常见的材料是萝卜和海带，也有用冬瓜香菇作料的。
武汉煨汤的代表名店为1934年开业的“小桃园”（原称“筱陶袁”），坐落于汉口胜利街兰陵路64号。小桃园在90年代开始走下坡路后，原主厨喻凤山的儿子喻少林，在汉口的球场路开出一间望旺煨汤屋，因为手艺传自于其父“煨汤大王”喻凤山，受到民众追捧。
煨汤中的鸡汤用陶器烹制，称“瓦罐鸡汤”。瓦罐，让人联想到纯朴和古旧；煨，让人感觉到那种小火围着一只瓦罐，罐子里的汤很悠闲地在那咕噜咕噜地冒着气泡，用黄陂、孝感一带所产重750克左右传统品种的肥嫩母鸡，经宰杀、去毛、取内脏，切块；先用猪油、葱白在锅内爆香，再用生姜、白糖、精盐、料酒并鸡块入锅爆炒，同时放入少许清水，待水稍微收干，鸡肉呈黄色时起锅，然后放入砂罐煨到八成熟，起火停放一刻钟，再回火，焖透后装入瓦罐小火温炖。这样煨出的鸡汤，肉嫩酥烂，汤清油黄，醇香味美。